# Damochojena
Damochojena est une ville du Botswana.